# هيو إليس
هيو إليس (بالإنجليزية: Vaughan Ellis)‏ هو لاعب كرة قدم أسترالية أسترالي، ولد في 3 أغسطس 1947.

## وصلات خارجية
- هيو إليس على موقع AustralianFootball.com (الإنجليزية)
- هيو إليس على موقع AFLtables.com (الإنجليزية)